# Juillet 1812

## Événements
- 9 - 10 juillet : la cavalerie polonaise de Rożniecki est battue par les cosaques de Platov à la Mir puis à Platov (14 juillet)[1].

- 12 juillet, États-Unis, frontière de Détroit : les Américains capturent Windsor au Canada, il n'y resteront que quelques semaines[2].

- 17 juillet, États-Unis, frontière de Détroit : bataille de l'île Mackinac : Les Britanniques aidés de leurs alliés amérindiens s'emparèrent du Fort Mackinac alors aux mains des Américains qui d'ailleurs ignoraient le déclenchement de la guerre.

- 18 juillet : traités d'Örebro britanno-russo-suédois[3].

- 19 juillet : constitution Sicilienne[4] (1812-1816).

- 20 juillet : alliance de Velikie Louki entre la Russie et les Cortes d’Espagne[3].

- 22 juillet : défaite de Marmont contre Wellington à la bataille des Arapiles (Salamanque)[5].

- 23 juillet : bataille de Mohilev[1].

- 25 juillet : capitulation du général vénézuélien Francisco de Miranda[6].

- 25 - 26 juillet : victoire française sur les Russes à la bataille d'Ostrovno[7].

- 28 juillet : Napoléon entre à Vitebsk[8].

- 30 juillet - 1er août : victoire russe à la bataille de Kliastitsy ou de Jakoubowo[9]. L’offensive d’Oudinot sur Saint-Pétersbourg échoue.

- 31 juillet : les Espagnols occupent la toute jeune République du Venezuela[6].

## Décès
- 10 juillet : Carl Ludwig Willdenow (né en 1765), botaniste et pharmacien allemand.
- 14 juillet : Christian Gottlob Heyne (né en 1729), philologue et archéologue allemand.